# Willy Bogner (1909-1977)
Willy Bogner all'anagrafe Wilhelm Bogner (Traunstein, 7 febbraio 1909 – Hausham, 27 luglio 1977) è stato uno sciatore nordico e imprenditore tedesco.
Durante la sua carriera agonistica gareggiò sia nella combinata nordica sia nello sci di fondo. Nelle liste FIS è registrato come Willi Bogner; a volte è indicato come Willy Bogner senior per distinguerlo dall'omonimo figlio, sciatore alpino, a sua volta sciatore di alto livello e imprenditore.

## Biografia

### Carriera sciistica

#### Stagioni 1933-1935
Debuttò in campo internazionale nel 1933 ai Mondiali di Innsbruck gareggiando nella staffetta 4 × 10 km; la squadra tedesca, composta anche da Walter Motz, Josef Ponn e Herbert Leupold, chiuse al quarto posto. L'anno dopo, ai Mondiali di Sollefteå, nella medesima disciplina conquistò l'argento insieme a Motz, Leupold e Josef Schreiner; totalizzarono il tempo di 2:51:23, battuto dalla nazionale finlandese.
Nel 1935 ai Mondiali di Vysoké Tatry gareggiò sia nella combinata nordica sia nel fondo. In combinata vinse il bronzo con 393,00 punti, superato dal norvegese Oddbjørn Hagen e dal finlandese Lauri Valonen; nel fondo, in squadra con Motz, Leupold e Mathias Wörndle chiuse quarto la gara di staffetta vinta dalla Finlandia.

#### Stagioni 1936-1938
Ai IV Giochi olimpici invernali di Garmisch-Partenkirchen 1936, sua unica partecipazione olimpica, pronunciò il giuramento olimpico durante la cerimonia di apertura. Disputò la gara di combinata nordica (12° con 381,5 punti) e la staffetta di fondo: con i compagni Leupold, Friedl Däuber e Anton Zeller marcò il sesto tempo, 2:54:54.
Nel 1938, ai Mondiali di Lahti, nella staffetta di fondo fu quinto: insieme a Leupold, Ernst Haberle e Christl Merz totalizzò il tempo di 2:53:04. Nella 18 km di fondo chiuse al 103º posto, a 8 minuti e 43 secondi dal vincitore, il finlandese Pauli Pitkänen.

### Carriera imprenditoriale
Bogner avviò la sua attività di disegnatore e produttore di abbigliamento sportivo già durante la sua carriera agonistica; nel 1932 fondò la propria azienda, che fornì i materiali alla nazionale tedesca per i Giochi di Garmisch-Partenkirchen. L'attività della Bogner si interruppe durante la Seconda guerra mondiale, quando Willy Bogner fu richiamato alle armi e fu prigioniero di guerra. Riprese l'attività dopo la fine del conflitto, nel 1947, e innovò il settore inventando nuovi pantaloni da sci aderenti che furono indossati, tra gli altri, da celebrità quali Marilyn Monroe, Jayne Mansfield e Ingrid Bergman. Restò alla guida della compagnia fino alla morte, nel 1977, affiancato dal figlio che ne avrebbe ereditato l'attività.

## Palmarès

### Mondiali
- 2 medaglie:
  - 1 argento (staffetta di fondo a Sollefteå 1934)
  - 1 bronzo (combinata nordica a Vysoké Tatry 1935)

### Campionati tedeschi
- 11 ori (tra combinata nordica e sci di fondo)[1]